# Heimberg
Heimberg (toponimo tedesco) è un comune svizzero di 6 765 abitanti del Canton Berna, nella regione dell'Oberland (circondario di Thun).

## Storia
Nel 1869 ha inglobato il comune soppresso di Thungschneit.

## Monumenti e luoghi d'interesse
- Chiesa riformata, eretta nel 1939[1].

## Società

### Evoluzione demografica
L'evoluzione demografica è riportata nella seguente tabella:
Abitanti censiti

## Infrastrutture e trasporti
Heimberg è servito dall'omonima stazione sulla ferrovia Burgdorf-Thun.

## Amministrazione
Ogni famiglia originaria del luogo fa parte del comune patriziale che ha la responsabilità della manutenzione di ogni bene ricadente all'interno dei confini del comune.